# Vive la vida
Vive la vida es un álbum de estudio de Manolo Escobar, grabado en 1986. Dónde se encuentra canciones como La vida es un toro, Caballero marinero, Loco, loco, loco, Una dulce calentura, Compañera de mi amor, Tres amores, Consuelo, Que bonito es el amor, No te das cuenta, Dura de pelar.

## Pistas
| Vive la vida |                         |          |  |
| N.º          | Título                  | Duración |  |
| 1.           | «La vida es un toro»    | 2.54     |  |
| 2.           | «Caballero marinero»    | 4.10     |  |
| 3.           | «Loco, loco, loco»      | 3.06     |  |
| 4.           | «Una dulce calentura»   | 3.55     |  |
| 5.           | «Compañera de mi amor»  | 2.55     |  |
| 6.           | «Tres amores»           | 2.51     |  |
| 7.           | «Consuelo»              | 3.27     |  |
| 8.           | «Que bonito es el amor» | 2.47     |  |
| 9.           | «No te das cuenta»      | 3.02     |  |
| 10.          | «Dura de pelar»         | 2.25     |  |
| 29.32        |                         |          |  |